# Twierdzenie o dwusiecznej kąta zewnętrznego w trójkącie
Twierdzenie o dwusiecznej kąta zewnętrznego w trójkącie – twierdzenie geometrii euklidesowej.

## Twierdzenie
Niech {\displaystyle A,B,C} będą wierzchołkami wyjściowego trójkąta, {\displaystyle CZ} jest dwusieczną kąta zewnętrznego.
Wówczas:
{\displaystyle {\frac {AC}{BC}}={\frac {AZ}{BZ}}.}

### Dowód 1
Wprowadzono oznaczenia:
{\displaystyle X} – taki punkt {\displaystyle X} na {\displaystyle AC,} że {\displaystyle \Delta XCB} jest równoramienny: {\displaystyle XC=CB,}
{\displaystyle Y} – taki punkt {\displaystyle Y} na {\displaystyle CZ,} że {\displaystyle \angle CYB=\angle CXB=\angle CBX,} czyli {\displaystyle XC=CB=BY.}
Trójkąt {\displaystyle \Delta BYZ} jest podobny do {\displaystyle \Delta ACZ} stąd:
{\displaystyle {\frac {AZ}{BZ}}={\frac {AC}{BY}},}
czyli
{\displaystyle {\frac {AZ}{BZ}}={\frac {AC}{BC}},}   co należało dowieść.

### Dowód 2
Postępuje się analogicznie, jak w dowodzie twierdzenia o dwusiecznej kąta wewnętrznego poprzez pola trójkątów. Wystarczy zauważyć, że:
{\displaystyle \sin \angle BCZ=\sin \angle ACZ.}